# Альфред Краусс
Альфред Краусс (Alfred Krauß; 26 квітня 1862, Зара — 29 вересня 1938, Бад-Гонсерн) — австро-угорський воєначальник, генерал піхоти, бригадефюрер СА. Кавалер ордена Pour le Mérite.

## Біографія
Закінчив Військову академію (1883). Випущений в піхоту. З 1891 року служив у штабі 5-го корпусу (Пресбург). З серпня 1894 року — викладач тактики у Військовій академії. У 1897—1901 роках — начальник штабу дивізії. З листопада 1901 по серпень 1904 року командир ландверного полку (Грац). З серпня 1904 року — начальник 3-й секції (інтендантської) Технічного комітету і начальник адміністративно-військових курсів. З жовтня 1910 року — начальник військової школи. 1 листопада 1910 року переведений в Генштаб.
28 жовтня 1914 року змінив генерал-майора Е. Цанантоні на посаді начальника 29-ї піхотної дивізії, що діяла проти Сербії. Йому вдалося розгромити сербську Тімошську дивізію. З 23 грудня 1914 року — начальник штабу 5-ї армії ген. Л. фон Франка на Балканському театрі військових дій. З 27 грудня 1914 року — начальник штабу ерцгерцога Ойгена, який командував військами на Балканах. З призначенням ерцгерцога головнокомандувачем на Південному Заході з 27 травня 1915 року — начальник його штабу. Мав великий вплив на формування стратегічних планів і розробку військових операцій. З березня 1916 року — начальник штабу угруповання, яке діяло на Ізонцо. В середині 1916 року командував 34-ю піхотною дивізією в 7-й армії ген. К. Пфланцер-Балтіна. З середини березня 1917 року — командир 1-го армійського корпусу в складі 7-ї армії, діяв в Карпатах, у наступі в Галичині і Буковині. Під час битви при Капоретто в складі його корпусу (так звана група Краусса) діяли 3-я (генерал-майор фон Видно), 40-а (генерал-майор принц фон Шварценберг) піхотна і 22-а стрілецька (генерал-майор Мюллер) дивізії. У листопаді 1917 року корпус Краусса перекинутий на Південно-Західний фронт, Краусс отримав в командування ліве крило 14-ї армії ген. О. фон Белова. З 16 травня 1918 року командувач Східною армією (створеною з 2-ї армії) в Україні. Керував діями армії при окупації України і в березні 1918 року зайняв Одесу. У жовтні 1918 року йому підпорядковувалися 25-й (генерал піхоти П. фон Гофманн), 17-й (генерал піхоти фон Фабіна), 16-й (фельдмаршал-лейтенант фон Заліс-Зевіс) і 12-й (в районі Одеси; фельдцойхмайстер фон Браун) армійську корпуси, а також Семиградська група фельдмаршал-лейтенанта А. Гольдбаха фон Зулітаборна. У листопаді 1918 року без узгодження з Верховним командуванням евакуював Україну, за що зазнав різкої критики з боку прихильників продовження війни.

## Звання
- Генерал-майор (1 листопада 1910)
- Фельдмаршал-лейтенант (10 листопада 1913)
- Генерал піхоти (1 серпня 1917)
- Генерал піхоти запасу вермахту (1 квітня 1938)

## Нагороди
- Ювілейна пам'ятна медаль 1898
- Ювілейний хрест (1908)
- Маріанський хрест
- Бронзова і велика медаль «За військові заслуги» (Австро-Угорщина) з мечами
  - мечі до великої медалі (5 листопада 1917)
- Хрест «За військові заслуги» (Австро-Угорщина)
  - 3-го класу
  - 1-го класу з військовою відзнакою і мечами (27 вересня 1918)
- Орден Залізної Корони
  - 3-го класу
  - 1-го класу з військовою відзнакою (1914)
- Хрест «За вислугу років» (Австрія) 3-го класу (25 років)
- Орден Леопольда (Австрія)
  - 1-го класу з військовою відзнакою (1916)
  - великий хрест з військовою відзнакою
- Почесний знак Австрійського Червоного Хреста 1-го класу з військовою відзнакою
- Військовий Хрест Карла
- Залізний хрест 2-го і 1-го класу (Німецька імперія)
- Pour le Mérite (Німецька імперія) (12 листопада 1917)
- Пам'ятна військова медаль (Австрія) з мечами
- Почесний хрест ветерана війни з мечами